# امیرحسین شفیعی
امیرحسین شفیعی (زادهٔ ۳ آذر ۱۳۴۸ تبریز) سرتیپ دوم تکاور ارتش جمهوری اسلامی ایران است، که هم‌اکنون به‌عنوان فرمانده قرارگاه منطقه‌ای شمال‌غرب نزاجا فعالیت می‌کند و فرمانده ارشد ارتش در استان‌های آذربایجان غربی، آذربایجان شرقی، اردبیل، زنجان، قزوین و همدان است.
وی فعالیت نظامی را از سال ۱۳۶۸ در نیروی زمینی ارتش آغاز کرد و سلسله مراتب فرماندهی را در مرکز آموزشی ۰۳ عجب‌شیر و تیپ ۵۵ هوابرد طی نمود.
شفیعی از ۱۳۹۵ تا ۱۳۹۷ جانشین فرمانده تیپ ۶۵ نوهد بود، از ۱۳۹۷ تا ۱۴۰۰ به‌عنوان فرمانده تیپ ۲۵ تکاور فعالیت می‌کرد، در فاصله سال‌های ۱۴۰۰ تا ۱۴۰۳ فرماندهی لشکر ۲۱ پیاده آذربایجان را برعهده داشت و از مردادماه ۱۴۰۳ فرمانده قرارگاه منطقه‌ای شمال‌غرب نزاجا است.